# Neuen Wilden
I Neuen Wilden, o Nuovi Selvaggi, sono un gruppo di artisti neoespressionisti tedeschi, attivi negli anni Ottanta a Berlino e in Germania. Rappresentano l'equivalente della Transavanguardia italiana.
La locuzione "Nuovi Selvaggi" nasce nel 1980, quando viene impiegata per designare gli artisti esposti in una collettiva alla Neue Galerie-Sammlung Ludwig di Aachen in Germania: obiettivo della mostra, Die Neuen Wilden [I Nuovi Selvaggi], era quello di mettere a confronto l'arte di Markus Lüpertz e A. R. Penck con quella dei nuovi pittori americani e francesi.
La critica passò poi a designare con questo nome un gruppo di pittori più giovani, seguaci di una pittura "urlata" e gestuale, dai toni violenti e dissonanti. Sono Helmut Middendorf, Rainer Fetting e Salomé, allievi di Karl Horst Hödicke all'Accademia di Belle Arti di Berlino, che espongono in una galleria autogestita in MoritzPlatz, nel quartiere di Kreuzberg; ad essi si aggiungono Hans Peter Adamski, Elvira Bach, Peter Bömmels, Luciano Castelli, Walter Dahn, Jiri Georg Dokoupil, Thomas Lange, Gerhard Naschberger, Maarten Ploeg, Otto Zitko e Bernd Zimmer.
Questi artisti riprendono, ampliando formati e furore espressivo, l'Espressionismo tedesco della Brücke, sicuramente consapevoli di quello che faceva la Transavanguardia italiana e in sintonia, per molti aspetti, con la monumentale produzione dei maestri tedeschi poco più vecchi di loro, come Gerhard Richter, Anselm Kiefer, Georg Baselitz, Markus Lüpertz, A. R. Penck e Jörg Immendorff.
Si distinguono tuttavia per un linguaggio più libero e aggressivo e per le tematiche trattate. Poca attenzione è rivolta agli aspetti politici e impegnati che ormai hanno segnato il passo e interessano solo alcuni artisti che operano nella Repubblica Democratica Tedesca.
Quello che affascina è la vita notturna, i locali, i luoghi e i modi della socializzazione, che sono gli stessi in tutte le metropoli del mondo occidentale. Il furore selvaggio del segno diventa un modo per esprimere un modo di vita straniante e iperstimolante, fatto di balli, sesso, droghe e aperto anche ad ogni forma di perversione.